# Organización territorial de Azerbaiyán
Azerbaiyán se divide administrativamente en 70 distritos o raiones (en azerí: rayon, plural: rayonlar) y 11 ciudades (en azerí: şəhər, plural: şəhərlər) que están subordinadas a la República. De estos, 7 raiones y 1 ciudad están ubicados dentro de la República Autónoma de Najicheván. Los distritos se dividen además en municipios (en azerí: bələdiyyə).
Además, los distritos de Azerbaiyán se agrupan en 14 regiones económicas (en azerí: İqtisadi Rayon). El 7 de julio de 2021, el presidente de Azerbaiyán Ilham Aliyev firmó el decreto "sobre la nueva división de regiones económicas en la República de Azerbaiyán".

## Divisiones administrativas
Azerbaiyán está dividido en:

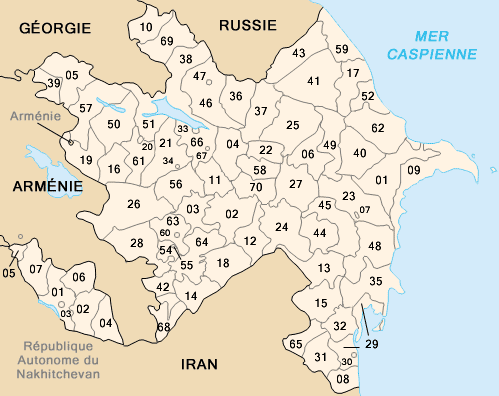
Raiones y ciudades de Azerbaiyán.

- 70 raiones (plural: rayonlar; singular: rayon)
- 11 ciudades (plural: şəhərlər; singular: şəhər)
- 1 república autónoma (muxtar respublika).

El territorio del antiguo óblast autónomo del Alto Karabaj consiste actualmente en los raiones de Joyavend, Shusha, Jóyali, la parte oriental de Kalbayar y la parte occidental del Tartar. El óblast autónomo fue abolido el 26 de noviembre de 1991, por el Sóviet Supremo de la República Socialista Soviética de Azerbaiyán. Desde entonces, el territorio del óblast autónomo se ha dividido administrativamente entre los distritos antes mencionados.
Como resultado de la primera guerra del Alto Karabaj, la mayor parte de Alto Karabaj y los distritos circundantes quedaron bajo la ocupación de fuerzas de etnia armenia. La autoproclamada República de Artsaj también controlaba una gran parte del suroeste de Azerbaiyán fuera de Alto Karabaj. Azerbaiyán recuperó el control de todos los distritos circundantes y gran parte de Alto Karabaj después de la segunda guerra del Alto Karabaj de 2020. A partir de los enfrentamientos de 2023 no quedaron ya territorios bajo el control de Artsaj.
La siguiente lista representa Azerbaiyán contigua y excluye los distritos de la República Autónoma de Najicheván:

### Rayones
| Número del mapa | Nombre en español | Nombre en azerí | Capital   | Superficie (km2) | Población (2011 est.) | Notas |
| --------------- | ----------------- | --------------- | --------- | ---------------- | --------------------- | --- |
| 1               | Absherón          | Abşeron         | Xirdalan  | 1 360            | 192 900               | Incluye un exclave en Bakú; comprende una ciudad, 9 comunas y 6 villas.                                        |
| 2               | Aghyabadi         | Ağcabədi        | Aghyabadi | 1 760            | 124 000               | Comprende 46 municipios.                                                                                       |
| 3               | Agdam             | Ağdam           | Agdam     | 1 150            | 180 600               | Una parte de la región estaba controlada por las fuerzas armenias hasta 2020; comprende 14 municipios rurales. |
| 4               | Agdash            | Ağdaş           | Agdash    | 1 050            | 100 600               | Comprende 51 municipios.                                                                                       |
| 5               | Agstafa           | Ağstafa         | Agstafa   | 1 500            | 81 400                | Comprende 24 municipios.                                                                                       |
| 6               | Agsu              | Ağsu            | Agsu      | 1 020            | 72 100                | Comprende 59 municipios.                                                                                       |
| 8               | Astara            | Astara          | Astara    | 620              | 98 300                | Comprende 49 municipios.                                                                                       |
| 10              | Balakán           | Balakən         | Balakán   | 920              | 91 100                | Comprende 24 municipios.                                                                                       |
| 11              | Bardá             | Bərdə           | Bardá     | 960              | 143 900               | Comprende 110 municipios.                                                                                      |
| 12              | Beylagan          | Beyləqan        | Beylagan  | 1 130            | 87 900                | Comprende 40 municipios.                                                                                       |
| 13              | Bilasuvar         | Biləsuvar       | Bilasuvar | 1 400            | 90 300                | Comprende 26 municipios.                                                                                       |
| 14              | Yabrayil          | Cəbrayıl        | Yabrayil  | 1 050            | 72 700                | La región estaba controlada por las fuerzas armenias hasta 2020.                                               |
| 15              | Jalilabad         | Cəlilabad       | Jalilabad | 1 440            | 196 500               | Comprende 119 municipios.                                                                                      |
| 16              | Dashkasan         | Daşkəsən        | Dashkasan | 1 050            | 33 200                | Comprende 32 municipios.                                                                                       |
| 17              | Shabran           | Şabran          | Shabran   | 1 090            | 53 000                | Conocido como Davachi (Dəvəçi) hasta 2010; comprende 33 municipios.                                            |
| 18              | Fuzuli            | Füzuli          | Fuzuli    | 1 390            | 118 900               | La región estaba controlada por las fuerzas armenias hasta 2020.                                               |
| 19              | Gadabay           | Gədəbəy         | Gadabay   | 1 290            | 95 000                | Comprende 44 municipios.                                                                                       |
| 21              | Goranboy          | Goranboy        | Goranboy  | 1 760            | 96 200                | Comprende 60 municipios.                                                                                       |
| 22              | Goychay           | Göyçay          | Goychay   | 740              | 111 100               | Comprende 41 municipios.                                                                                       |
| 23              | Hayigabul         | Hacıqabul       | Hayigabul | 1 640            | 67 300                | Comprende 23 municipios.                                                                                       |
| 24              | Imishli           | İmişli          | Imishli   | 1 820            | 116 600               | Comprende 49 municipios.                                                                                       |
| 25              | Ismailli          | İsmayıllı       | Ismailli  | 2 060            | 80 900                | Comprende 67 municipios.                                                                                       |
| 26              | Kalbayar          | Kəlbəcər        | Kalbayar  | 3,050            | 83,200                | La región estaba controlada por las fuerzas armenias hasta 2023.                                               |
| 27              | Kurdamir          | Kürdəmir        | Kurdamir  | 1 630            | 105 700               | Comprende 60 municipios.                                                                                       |
| 28              | Lachín            | Laçın           | Lachín    | 1 840            | 70 900                | La región estaba controlada por las fuerzas armenias hasta 2020.                                               |
| 29              | Lankaran          | Lənkəran        | Lankaran  | 1 540            | 209 900               | Comprende 65 municipios.                                                                                       |
| 31              | Lerik             | Lerik           | Lerik     | 1 080            | 76 400                | Comprende 99 municipios.                                                                                       |
| 32              | Masally           | Masallı         | Masally   | 720              | 202 500               | Comprende 106 municipios.                                                                                      |
| 35              | Neftchala         | Neftçala        | Neftchala | 1 450            | 81 300                | Comprende 27 municipios.                                                                                       |
| 36              | Oghuz             | Oğuz            | Oghuz     | 1 220            | 40 900                | Comprende 31 municipios.                                                                                       |
| 37              | Gabala            | Qəbələ          | Gabala    | 1 550            | 95 600                | Comprende 55 municipios.                                                                                       |
| 38              | Gaj               | Qax             | Gaj       | 1 490            | 53 900                | Comprende 53 municipios.                                                                                       |
| 39              | Gazaj             | Qazax           | Gazaj     | 700              | 90 800                | Parcialmente bajo control ; comprende 22 municipios.                                                           |
| 40              | Gobustán          | Qobustan        | Gobustán  | 1 370            | 41 100                | Comprende 26 municipios.                                                                                       |
| 41              | Guba              | Quba            | Guba      | 2 580            | 155 600               | Comprende 101 municipios.                                                                                      |
| 42              | Gubadli           | Qubadlı         | Gubadli   | 800              | 36 700                | La región estaba controlada por las fuerzas armenias hasta 2020.                                               |
| 43              | Gusar             | Qusar           | Gusar     | 1 540            | 89 300                | Comprende 68 municipios.                                                                                       |
| 44              | Saatli            | Saatlı          | Saatli    | 1 180            | 95 100                | Comprende 44 municipios.                                                                                       |
| 45              | Sabirabad         | Sabirabad       | Sabirabad | 1 470            | 155 400               | Comprende 75 municipios.                                                                                       |
| 46              | Shaki             | Şəki            | Shaki     | 2 430            | 173 500               | Comprende 66 municipios.                                                                                       |
| 48              | Salyán            | Salyan          | Salyán    | 1 790            | 124 900               | Comprende 45 municipios.                                                                                       |
| 49              | Shamaji           | Şamaxı          | Shamaji   | 1 610            | 93,700                | Comprende 50 municipios.                                                                                       |
| 50              | Shamkir           | Şəmkir          | Shamkir   | 1 660            | 196 100               | Comprende 57 municipios.                                                                                       |
| 51              | Samuj             | Samux           | Samuj     | 1 450            | 54 600                | Comprende 35 municipios.                                                                                       |
| 52              | Siazán            | Siyəzən         | Siazán    | 700              | 38 400                | Comprende 14 municipios.                                                                                       |
| 54              | Shusha            | Şuşa            | Shusha    | 290              | 32,800                | La región estaba controlada por las fuerzas armenias hasta 2020.                                               |
| 55              | Tartar            | Tərtər          | Tartar    | 960              | 98 400                | Parcialmente bajo control de fuerzas armenias hasta 2023; comprende 43 municipios.                             |
| 56              | Tovuz             | Tovuz           | Tovuz     | 1 900            | 160 700               | Comprende 62 municipios.                                                                                       |
| 57              | Uyar              | Ucar            | Uyar      | 850              | 79 800                | Comprende 29 municipios.                                                                                       |
| 58              | Jachmaz           | Xaçmaz          | Jachmaz   | 1 050            | 162 100               | Comprende 70 municipios                                                                                        |
| 60              | Goygol            | Göygöl          | Goygol    | 1 030            | 58 300                | Conocido como Janlar(Xanlar) hasta 2008; comprende 30 municipios.                                              |
| 61              | Jizi              | Xızı            | Jizi      | 1 850            | 14 700                | Comprende 13 municipios.                                                                                       |
| 62              | Jóyali            | Xocalı          | Jóyali    | 940              | 26 500                | Parcialmente bajo control de fuerzas armenias hasta 2023.                                                      |
| 63              | Joyavend          | Xocavənd        | Joyavend  | 1 460            | 42 100                | Parcialmente bajo control de fuerzas armenias hasta 2023.                                                      |
| 64              | Yardimli          | Yardımlı        | Yardimli  | 670              | 59 600                | Comprende 62 municipios.                                                                                       |
| 65              | Yevlax            | Yevlax          | Yevlax    | 1 540            | 119 600               | |
| 67              | Zangilán          | Zəngilan        | Zangilán  | 710              | 40 500                | Estaba controlada por las fuerzas armenias hasta 2020.                                                         |
| 68              | Zagatala          | Zaqatala        | Zagatala  | 1 350            | 120 300               | Comprende 31 municipios.                                                                                       |
| 69              | Zardab            | Zərdab          | Zardab    | 860              | 54 000                | Comprende 41 municipios.                                                                                       |
| 70              | Agdara            | Agdara          | Agdara    | 1 660            | 12 100                | Parcialmente bajo control de fuerzas armenias hasta 2023.                                                      |
|                 |                   |                 | Total     | 81 100           | 8 700 600             | |

### Ciudades
| Número del mapa | Nombre en español    | Nombre en azerí | Capital | Superficie (km2) | Población (2011 est.) | Notas                                                    |
| --------------- | -------------------- | --------------- | ------- | ---------------- | --------------------- | -------------------------------------------------------- |
| 7               | Shirván (ciudad)     | Şirvan          |         | 30               | 78 700                | Conocido como Ali Bayramli (Əli Bayramlı) hasta 2008     |
| 9               | Bakú (ciudad)        | Bakı            |         | 2130             | 2 092 400             | Capital y ciudad más grande de Azerbaiyán                |
| 20              | Ganyá (ciudad)       | Gəncə           |         | 110              | 316 300               |                                                          |
| 30              | Lankaran (ciudad)    | Lənkəran        |         | 70               | 83 300                |                                                          |
| 33              | Mingachevir (ciudad) | Mingəçevir      |         | 130              | 97 800                |                                                          |
| 34              | Naftalan (ciudad)    | Naftalan        |         | 30               | 9 100                 |                                                          |
| 47              | Shaki (ciudad)       | Şəki            |         | 9                | 63 700                |                                                          |
| 53              | Sumgait (ciudad)     | Sumqayıt        |         | 80               | 314 800               |                                                          |
| 59              | Jankendi (ciudad)    | Xankəndi        |         | 8                | 55 200                | Capital de la antigua república autoproclamada de Artsaj |
| 66              | Yevlaxj (ciudad)     | Yevlax          |         | 95               | 59 036                |                                                          |

## República Autónoma de Najicheván

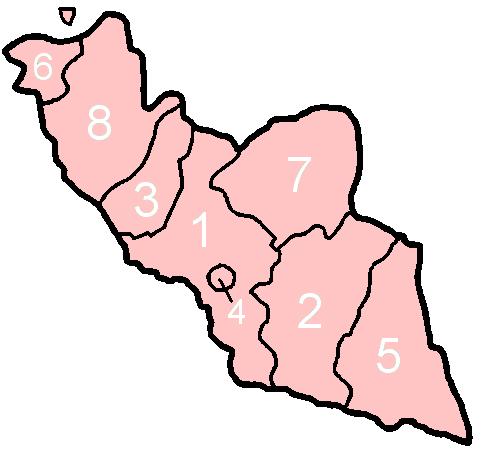
1. Babek, 2. Yulfa, 3. Kangarli, 4. Najicheván, 5. Ordubad, 6. Sadarak, 7. Shahbuz, 8. Sharur

La República Autónoma de Najicheván está dividida en siete rayones y una ciudad. Los mismos aparecen listados separadamente.

### Rayones
Nota: Población en millares (×1000)
1. Babek (Babək) - comprende 40 municipios. Superficie total - 901,68 km², población - 72,3
2. Yulfa (Culfa) - comprende 25 municipios. Superficie total - 1000 km², población - 45,1
3. Kangarli (Kəngərli) - comprende 11 municipios. Superficie total - 682 km², población - 31,0
4. Ordubad (Ordubad) - comprende 45 municipios. Superficie total - 972 km², población - 48,8
5. Sadarak (Sədərək) - comprende 3 municipios. Superficie total - 151,34 km², población - 15,4
6. Shahbuz (Şahbuz) - comprende 25  municipios. Superficie total - 815 km², población - 24,6
7. Sharur (Şərur) - comprende 64 municipios. Superficie total - 811,14 km², población - 112,3

### Ciudades
Nota: Población en millares (×1000)
1. Najicheván (Naxçıvan) - población total - 90,3

## Regiones económicas

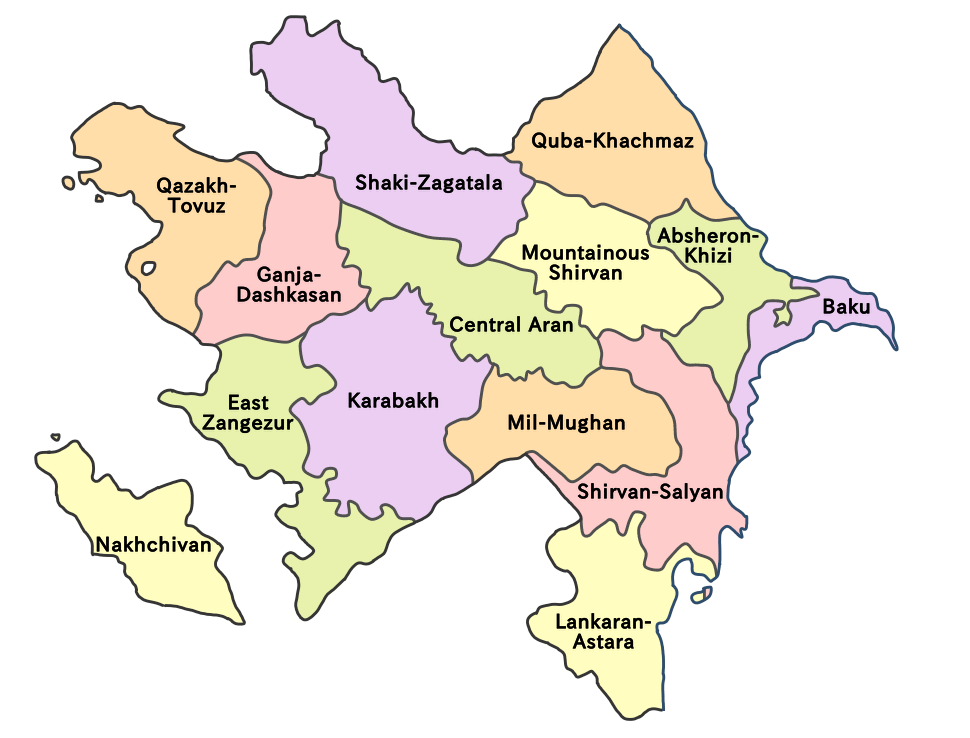
La regionalización económica de Azerbaiyán (desde julio de 2021).

Según un decreto del presidente de 2021 "Sobre la nueva división de regiones económicas en la República de Azerbaiyán", el país está dividido en las siguientes regiones económicas:
1. Bakú
2. Absherón-Jizi
3. Ganyá-Dashkasan
4. Shaki-Zagatala
5. Lankaran-Astara
6. Guba-Jachmaz
7. Aran Central
8. Karabaj
9. Zangezur Oriental
10. Shirván montañosa
11. Najicheván
12. Gazaj-Tovuz
13. Mil-Mughan
14. Shirvan-Salyan